# A Rosinha
Little Rosey também conhecida em Portugal como A Rosinha, é uma série animada de televisão canadense-americana produzida pela Nelvana que estreou nos Estados Unidos pela ABC. Foi o primeiro desenho de  Roseanne Barr.
Em Portugal a série foi emitida pela RTP em 1997.
No Brasil a série foi lançada em VHS pela Mundo Mágico nos anos 90.

## Enredo
Foi baseada na infância da comediante Roseanne Barr. Roseanne não expressou a sua própria personagem, apesar dos rumores de que ela teria uma segunda temporada que tinha sido produzida.
A série girava em torno dos 8 anos de idade de Roseanne e sua irmã Tess e seu melhor amigo Buddy. Os três iriam usar a sua imaginação para superar os obstáculos que enfrentam, como as abelhas domésticas, férias em família, e as regras que seus pais forçavam em cima deles.
Entre o elenco recorrente, eram os pais de Rosey, as irmãzinhas Nonnie e Tater, e um par de nerds de ciência nêmesis. Cada episódio foi composto de dois segmentos de onze minutos.
Após a primeira temporada, os executivos da ABC disse que Roseanne que precisava mudar algumas coisas, tais como a adição de mais meninos para o show, entre outras coisas. Um acordo não poderia ser feito, e a ABC cancelou o show antes de uma segunda temporada que poderia ser produzida, em que Roseanne teria levado a mais para expressar sua personagem.
Dois anos depois, um especial animado chamado The Rosey and Buddy Show foi produzido como um horário nobre especial que foi ao ar em 15 de maio de 1992, em que Rosey e Buddy invadem Cartoonland para assumir os executivos intrometidos que queriam "mudar seu show".

## Elenco

### Versão original
- Rosey: Kathleen Laskey
- Buddy: Noam Zylberman
- Tess: Tabitha St. Germain (como "Paulina Gillis")
- Nonny/Tater: Lisa Yamanaka
- Mãe: Judy Marshak
- Pai: Tony Daniels
- Jeffrey/Mathew: Stephen Bednarski

### Versão portuguesa
- Rosinha: Cristina Carvalhal
- Tété: Manuela Couto
- Migo: André Maia[2]